# Víctor Alejandro Gallo
Víctor Alejandro Gallo (Buenos Aires, Argentina, 7 de noviembre de 1951) es un militar argentino que durante el Proceso de Reorganización Nacional entre 1976 a 1983 se apropió del hijo de una desaparecida en el campo de detención ilegal El Campito.
Llegó al grado de Capitán del Ejército, desempeñando funciones en el Batallón de Inteligencia 601, de activa participación en el terrorismo de Estado en Argentina en las décadas de 1970 y 1980.

## Delitos comunes
Fue juzgado por una supuesta relación con la Masacre de Benavídez de 1994, en la que fue ejecutada una pareja y luego los homicidas salieron a buscar a las dos hijas de las víctimas. También las llevaron a un descampado de Benavídez, donde les dispararon, pero milagrosamente una de las chicas sobrevivió y denunció a los ejecutores. El triple homicidio tenía que ver con una banda de extorsionadores que funcionaba en Tribunales, aunque siempre se sospechó que existía también una vinculación con el tráfico de drogas. En esa causa judicial no se encontraron pruebas para condenar a Gallo por los homicidios, pero sí por haber participado en un robo a mano armada. Gallo tiene, además, otra condena: se trata de la agresión a su esposa, antes de la separación.

## Apropiación de menores

### Apropiador de Francisco Madariaga Quintela
El hijo apropiado por Gallo, Francisco Madariaga, puso en marcha la causa judicial por su apropiación. Llegó al local de Abuelas de Plaza de Mayo luego de que su apropiadora –separada desde hacía diez años del carapintada Gallo y luego detenida por su implicación– le confesara la verdad: era hijo de una desaparecida. La denuncia judicial se hizo el 15 de febrero e intervino la jueza federal de San Isidro Sandra Arroyo Salgado. De inmediato, se realizó el estudio de ADN en el Banco Nacional de Datos Genéticos que dio a conocer su verdadera identidad. Francisco es hijo de Silvia Quintela, secuestrada por la dictadura militar el 17 de enero de 1977 en la localidad bonaerense de Florida, cuando estaba embarazada de cuatro meses y de Abel Madariaga, quien se exilió y regresó al país en 1983 y actualmente es el secretario de la citada organización de Derechos Humanos. Ambos eran militantes de Montoneros.
Gallo tuvo una activa participación en el movimiento carapintada y ahora no sólo será imputado por Arroyo Salgado por la apropiación de Francisco sino que todo se incorporará a la llamada causa Riveros, la que investiga los crímenes en lo que fue el mayor centro clandestino de detención y asesinatos de la dictadura, la guarnición de Campo de Mayo, que estaba a cargo del general Santiago Omar Riveros. Por allí pasó la mayor cantidad de secuestrados y prácticamente no hubo sobrevivientes.

### Condena por "plan sistemático de apropiación de menores"
En el año 2012 junto a su esposa Susana Colombo, el exdictador Jorge Rafael Videla, Antonio Vañek, Jorge “Tigre” Acosta, Santiago Omar Riveros, Reynaldo Benito Bignone, Juan Antonio Azic y Jorge Luis Magnacco, fue juzgado por el plan sistemático y los secuestros de los niños apropiados. La sentencia dio por probada la existencia de una “práctica sistemática y generalizada de sustracción, retención y ocultamiento de menores de edad” en “el marco de un plan general de aniquilación que desplegó sobre parte de la población civil, con el argumento de combatir la subversión implementando métodos del terrorismo de Estado durante los años 1976 a 1983 de la última dictadura militar”.
Los delitos fueron considerados delitos de lesa humanidad "implementados mediante una práctica sistemática y generalizada de sustracción, retención y ocultamiento de menores de edad, haciendo incierta, alterando o suprimiendo su identidad en ocasión del secuestro, cautiverio, desaparición o muerte de sus madres, en el marco de un plan general de aniquilación que desplegó sobre parte de la población civil con el argumento de combatir la subversión implementando métodos del terrorismo de Estado durante los años 1976 a 1983 de la última dictadura militar, artículo 118 de la Constitución”, Gallo fue condenado a 15 años de prisión y su esposa a 5 años.